# Al Davis
Allen Davis, detto Al (Brockton, 4 luglio 1929 – Oakland, 8 ottobre 2011), è stato un allenatore di football americano statunitense proprietario e general manager degli Oakland Raiders della National Football League (NFL) per 39 anni, dal 1972 fino alla sua morte nel 2011. Prima di diventare il principale proprietario dei Raiders ne è stato il capo-allenatore dal 1963 al 1965 e socio di minoranza dal 1966 al 1971, nonché general manager mentre la squadra di Oakland faceva parte dell'American Football League (AFL). È anche stato commissario della AFL nel 1966.
Conosciuto per il suo motto "Just win, Baby!" (Vinci e basta, piccola!), sotto la sua gestione i Raiders divennero una delle franchigie di maggior successo e più popolari della NFL, risultando una delle migliori squadre negli anni '70 e '80 dove furono quasi sempre presenti ai play-off e vinsero tre Super Bowl: l'XI, il XV e il XVIII. Davis è stato inserito nella Pro Football Hall of Fame nel 1992.
Davis, che per oltre 50 anni è stato protagonista del mondo del football professionistico americano, se da un lato è riconosciuto da tutti per il suo talento manageriale ed organizzativo e il suo essere un grande innovatore, è stato però un personaggio polarizzante e per molti aspetti una figura controversa, da tanti commentatori considerato con rispetto e ammirazione ma da alcuni più evidenziandone gli aspetti negativi, e così mentre per molti è stato una leggenda, il campione degli sfavoriti e dei dimenticati, per altri è stato il principale villain della NFL.
Davis fu molto attivo nel campo dei diritti civili, rifiutandosi negli anni '60 di permettere ai Raiders di giocare in qualsiasi città in cui i giocatori bianchi e di colore sarebbero dovuti soggiornare in hotel separati. Fu il primo proprietario della NFL ad assumere un capo-allenatore afroamericano, Art Shell, il primo ad assumere un amministratore delegato donna, Amy Trask, e il secondo ad assumere un capo allenatore latino-americano, Tom Flores.
Davis rimane il solo dirigente nella storia della NFL ad aver ricoperto anche i ruoli di assistente allenatore, capo-allenatore, general manager, commissario di lega e proprietario.
Nel 2019, in occasione della centesima stagione della lega, la NFL ha stilato la lista dei 100 personaggi più importanti della sua storia: Davis è stato inserito al 2º posto.

## Biografia

### Famiglia e gioventù
Davis nacque a Brockton, nel Massachusetts, da una famiglia ebrea. Il padre Louis fece vari mestieri prima di avere un certo successo nel campo della produzione di abbigliamento e trasferirsi quindi a Brooklyn, New York, nel 1934 con sua moglie Rose e i loro due figli Jerry e Allen. A New York l'attività di famiglia crebbe ancora dando sicurezza economica ai Davis.
I genitori di Davis adottarono con i figli una disciplina molto rigida e fortemente competitiva: "Se tornavi a casa da una partita e avevi perso o giocato male, erano guai", raccontò il fratello maggiore Jerry, "Arrivare secondi non era proprio previsto". Davis racconterà poi che il padre lo spronò sempre ad affrontare a viso aperto e con decisione le avversità della vita, mentre i suoi amici d'infanzia più che come un combattente descrivono Davis come un chiacchierone, bravissimo con la parlantina.

### Atleta nella scuola superiore
In gioventù praticò la pallacanestro dove si distinse più per la durezza del suo gioco che non per la bravura. Arrivato al momento di scegliere la scuola superiore Davis decise di andare alla Erasmus Hall High School per poter giocare per l'allenatore Al Badain, scartando scuole più vicine a casa. Qui Davis fu solo una riserva e giocò pochissimo ma questa esperienza gli permise di apprendere le tecniche di allenatore di Badain e sentì di aver imparato molto da lui: negli anni '80, con Badain malato e economicamente in difficoltà, Davis invitò l'anziano ex allenatore sulla costa ovest per fargli vedere i suoi Raiders giocare nel Super Bowl e pagò tutti i suoi debiti. 
Malgrado il ruolo secondario che ebbe come sportivo durante il periodo scolastico, negli anni dei successi nella NFL fu spesso dipinto come un atleta di livello, cosa che fu in seguito ridimensionata. In particolare poi Davis giocò a football solo per la sua confraternita al college: questo fa di lui uno dei pochi ad essere diventato capo-allenatore nella NFL o nella AFL senza un'esperienza pregressa di giocatore di football alla scuola superiore o al college.

### Gli anni al college (1947-1950)
Davis concluse la scuola superiore nel gennaio 1947, iscrivendosi immediatamente dopo al Wittenberg College di Springfield, Ohio all'età di 17 anni. Davis, reclutato dalla scuola ma senza aver ricevuto una borsa di studio, trascorse lì solo un semestre per trasferirsi poi, a metà 1947, ad un college di più alto livello come la Syracuse University a New York. Qui provò a far parte delle varie squadre sportive dell'università ma il massimo della sua carriera fu fare la riserva nella squadra junior di baseball. Frustrato da non riuscire ad imporsi nello sport, Davis nel 1948 si trasferì brevemente all'Hartwick College, sempre nello Stato di New York, per poi far ritorno a Syracuse. Nonostante la mancanza di successo come atleta Davis si mescolava comunemente con gli atleti dell'università, molti dei quali pensavano che fosse anche lui un giocatore ma di un'altra squadra del college. Davis non riuscì infine ad entrare nella squadra maschile di pallacanestro e passò ad interessarsi al football e alle sue strategie, seguendo anche gli allenamenti della squadra finché l'allenatore, insospettito dal fatto che Davis prendesse appunti, gli chiese di andarsene. Davis seguì anche i corsi accademici sulle strategie del football tenuti dagli assistenti allenatori e di solito frequentati solo dai giocatori. Nel 1950 prese a Syracuse la laurea triennale in lingua inglese.

### Prime esperienze da allenatore (1950-1962)

#### All'Adelphi University
Davis, fallito il percorso di atleta, cominciò a cercare impiego come allenatore di football nei college. Ai colloqui si presentava come "Davis di Syracuse", giocando sul fatto che a Syracuse giocava il noto halfback George Davis. Dopo essere stato rifiutato dalla Hofstra University andò a proporsi all'Adelphi, entrambe a Long Island, dove ricevette un nuovo rifiuto da parte del direttore atletico dell'università, Bill Altenberg. Subito dopo però Davis si presentò dal preside dell'Adelphi: non è noto cosa gli disse, anche se si ipotizza una combinazione di bugie e bluff, ma mezz'ora dopo Altenberg ricevette una chiamata dal preside che gli comunicava che aveva un nuovo assistente allenatore junior. Davis ricoprì il ruolo dal 1950 al 1952.

#### A Fort Belvoir
Nel 1952 Davis concluse gli studi prendendo il master in lingua inglese e fu quindi chiamato a prestare servizio militare nell'Esercito degli Stati Uniti. Davis seppe rapidamente assicurarsi un posto tranquillo presso un'unità di pubbliche relazioni vicino a Syracuse ed entrò nel gruppo degli allenatori delle squadre di football. Verso la fine del 1952, fu chiamato a testimoniare davanti a un comitato del Congresso che indagava sul fatto che gli atleti avessero un trattamento di favore nell'esercito. Nel 1953 Davis fu chiamato dal generale Stanley Scott di Fort Belvoir in Virginia, appena a sud di Washington, per fare l'allenatore della squadra di football. In quegli anni il football militare era di alto livello, con giocatori provenienti sia dalle squadre di college che da quelle della NFL. Davis allenò la squadra di Fort Belvoir portandola ad un record di 8 vittorie, 2 sconfitte ed 1 pareggio, sfiorando di poco la possibilità di giocarsi la finale stagionale. Essendo soldato di prima classe, allenò spesso giocatori di grado superiore, compresi ufficiali. Anche se la maggior parte della squadra di Davis fu inviata in Corea, rimase a Fort Belvoir fino al suo congedo nel 1954. Mentre allenava nell'esercito, Davis dava informazioni, dietro pagamento, sui suoi giocatori alle squadre della NFL. Uno dei dirigenti della NFL che contattò Davis fu Pete Rozelle allora con i Los Angeles Rams, ma dato che Rozelle non gli diede denaro Davis gli rifiutò qualsiasi informazione.

#### Scout per i Baltimore Colts
Davis, terminato il servizio militare, si sposò con la fidanzata Carol Sagal in una sinagoga di Brooklyn e andò a vivere vicino ai genitori ad Atlantic Beach. Davis lavorò quindi per un anno come scout freelance per i Baltimore Colts della NFL. Sfruttando la sua conoscenza sia dei giocatori che aveva allenato che di quelli contro cui aveva giocato, consigliò ai Colts quali giocatore mettere sotto contratto una volta che questi terminavano il servizio di leva. Nel frattempo Davis strinse contatti con il capo-allenatore dei Colts, Weeb Ewbank, sperando così di rientrare nel mondo degli allenatori.

#### Alla The Citadel
Grazie alla conoscenza di Ewbank nel gennaio 1955 Davis fu assunto come assistente allenatore dalla The Citadel, il college militare della Carolina del Sud a Charleston, che aveva chiuso la stagione precedente con solo sconfitte. Nel suo primo anno mostrò subito le sue capacità di reclutare nuovi giocatori in un contesto dove, a causa della rigidità dello stile di vita militare, era stato praticamente impossibile negli anni precedenti portare giocatori di primo piano. Durante le partite Davis era fisso in tribuna stampa da dove chiamava i giochi d'attacco che venivano puntualmente eseguiti dal quarterback. Al termine della stagione la squadra chiuse con un record positivo di 5 vittorie e 4 sconfitte e grande merito fu dato proprio a Davis, mentre il capo-allenatore riteneva che Davis esagerasse nell'autopromuoversi verso la stampa e gli altri addetti ai lavori. La stagione 1956 fu meno positiva con la squadra che chiuse con un record negativo 3-5-1 che portò alle dimissioni del capo-allenatore: Davis si propose per sostituirlo ma fu scartato e si licenziò. Ribowsky nella sua biografia riporta che in quel periodo ci furono accuse a Davis per premi in denaro e altri benefit offerti ai giocatori in violazione delle regole della NCAA e che Davis faceva pressione ai docenti per alzare i voti ai suoi giocatori per permettergli di continuare a giocare.

#### Con gli USC Trojans
Davis passò quindi a lavorare per gli USC Trojans dell'Università della California del Sud (USC) di Los Angeles dove fu assistente allenatore nonché effettivo responsabile per il reclutamento di nuovi giocatori. Nelle due prime stagioni con i Trojans, nel 1957 e 1958, la squadra raccolse complessivamente un record negativo 4-15-1 anche perché dal 1956 la USC era stata sanzionata dalla NCAA per pagamenti non ammessi ai giocatori e non poteva quindi disputare le partite finali della stagione (i bowl game). Tale impedimento fu prolungato anche per la stagione 1959 in quanto la USC fu nuovamente accusata dalla NCAA di nuove irregolarità, nel caso di convincere i giocatori reclutati a non rispettare le lettere di intenti già sottoscritte con altri college. La USC inoltre non poteva avere le proprie partite trasmesse in televisione, con i conseguenti minori introiti. La squadra guidata dal capo-allenatore Don Clark e da Davis però ebbe un'annata molto positiva, vincendo 8 partite su 10 e diventando campione della Pacific Coast Conference. Al termine della stagione Clark si dimise mentre Davis si candidò per la posizione ma gli fu preferito un altro assistente allenatore, John McKay, che poi non lo riconfermò nello staff.

#### Assistente nei Chargers
Davis aveva incontrato Sid Gillman, allora allenatore dei Los Angeles Rams della NFL, in un convegno dove Gillman lo aveva notato per essersi messo in prima fila, aver preso continuamente appunti e fatto alla fine moltissime domande. Licenziato al termine della stagione 1959 dai Rams, Gillman passò ai Los Angeles Chargers della neonata American Football League (AFL) per la loro stagione di debutto del 1960 e qui chiamò Davis come allenatore dei ricevitori. In seguito Gillman dichiarò di aver assunto Davis per i suoi successi da allenatore e da reclutatore e perché "Al aveva quell'abilità di dire alla persone quello che volevano sentire. Era molto persuasivo".
Le regole di gioco della neonata lega erano state fatte per avere partite con alti punteggi ed incoraggiare giocate lunghe e spettacolari, dove quindi i ricevitori avevano un ruolo importante. In seguito Davis si prese molto del merito dei risultati ottenuti dall'attacco dei Chargers in quegli anni, cosa che non trovò particolarmente d'accordo Gillman. Nelle prime due stagioni, il 1960 e il 1961, i Chargers vinsero la AFL Western Division ma furono entrambe le volte sconfitti nell'AFL Championship Game dagli Houston Oilers. Nel frattempo però avevano grosse perdite finanziarie dovute ai costi di gestione del Los Angeles Coliseum troppo grande a fronte dei pochi spettatori che seguivano la squadra e per questo nel 1961 si trasferirono a San Diego. Nella nuova sede nel 1962 però la squadra vinse solo quattro delle quattordici partite stagionali.
In questo periodo con i Chargers Davis si mise in evidenza anche come reclutatore: al primo giro del draft NFL 1962 i San Francisco 49ers avevano scelto il wide receiver Lance Alworth; Davis voleva però ingaggiare il giocatore e così si presentò all'ultima gara di college di Alworth, il Sugar Bowl del 1962, e al termine della partita corse in campo e gli fece firmare il contratto sotto la traversa della porta, mentre l'allenatore dei 49ers Red Hickey guardava impotente la scena dalle tribune dello stadio. In seguito Davis dichiarò: "Sapevo che non era sicuro lasciare che Alworth andasse negli spogliatoi". Quando nel 1978 Alworth fu selezionato per l'ingresso nella Pro Football Hall of Fame scelse proprio Davis per farsi presentare alla cerimonia.

### Allenatore dei Raiders (1963-1965)

#### Antefatti
La situazione degli Oakland Raiders all'inizio della loro esperienza nell'AFL non era certo rosea: la squadra era stata aggiunta alla neonata lega solo all'ultimo momento nel 1960 quando la squadra del Minnesota, che poi diventerà quella dei Vikings, scelse di entrare nella NFL invece che nell'AFL. La squadra di Oakland era quindi partita in ritardo ed era poco organizzata, tant'è che si trovò a dover cambiare anche il nome scelto di Senòrs, selezionato con un concorso tra i tifosi ma poi criticato aspramente dalla stampa perché troppo "localista", cambiato poi in Raiders. Ritardo e disorganizzazione che pesarono soprattutto nel reclutamento degli allenatori e dei giocatori, portando al risultato che fu l'unica squadra con un record negativo in ciascuna delle sue prime tre stagioni. Inoltre, non avendo ottenuto la disponibilitò del vicino California Memorial Stadium di Berkeley o di altri impianti idonei in zona, dovette giocare le prime due stagioni dall'altra parte della baia, a San Francisco.
Nel 1961 i Raiders erano stati acquisiti da F. Wayne Valley e dai suoi soci che, minacciando di portar via la squadra da Oakland, riuscirono a farsi costruire un impianto temporaneo in città da 15.000 posti, condiviso però con le squadre delle scuole superiori, e nel dare inizio alla progettazione di uno stadio più grande, quello che divenne poi l'Oakland Coliseum, ma senza avere garanzie sulla sua effettiva futura costruzione.

#### Ingaggio

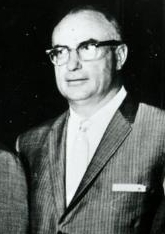
Wayne Valley, il proprietario dei Raiders nel 1962

Già prima dell'avvio della stagione 1962 Valley aveva contattato Davis per proporgli la possibilità di diventare il capo-allenatore della squadra, ma Davis si disse non interessato. La stagione 1962 dei Raiders fu disastrosa, con 13 sconfitte di fila ed un'unica vittoria ottenuta nell'ultima gara stagionale, e Valley si mise quindi in cerca di un sostituto per l'allenatore Red Conkright.
Vari possibili nomi furono fatti per il posto di capo-allenatore dei Raiders, da Vince Lombardi a Lou Agase ma il 1º gennaio 1963 Davis si incontrò con Valley e l'altro socio accomandatario dei Raiders, Ed McGah. Secondo i testimoni presenti alle trattative Davis non aveva un'alta opinione dei due proprietari dei Raiders che gli offrirono un contratto annuale mentre lui insistette per un contratto pluriennale che comprendesse anche il ruolo di general manager, con il controllo completo su tutte le operazioni di mercato. Alla fine si accordarono per tre anni con uno stipendio di 20.000 dollari l'anno. Per Ira Simmons, biografa di Davis, il 18 gennaio 1963, il giorno in cui Davis arrivò ad Oakland, fu "probabilmente una delle tre o quattro date più importanti nella storia della AFL. Forse anche nella storia della NFL". Di sicuro da quel momento la storia dei Raiders si legò indissolubilmente con quella di Davis. In seguito Valley dichiarò "avevamo bisogno di qualcuno che volesse così tanto vincere che avrebbe fatto qualsiasi cosa" e ancora "ovunque andassi la gente mi diceva che figlio di puttana fosse Al Davis, quindi ho pensato che stesse facendo qualcosa di buono".

#### Il più giovane allenatore dell'AFL
Davis a 33 anni diventò così il più giovane allenatore dell'AFL, ma iniziò immediatamente a lavorare per far diventare i Raiders una squadra che potesse vincere il campionato, sia riorganizzandola sul campo che nell'aspetto dirigenziale e, per fare questo, mandò via molti vecchi giocatori ed impiegati. Fin dalla loro prima stagione i Raiders avevano utilizzato uniformi oro, bianche e nere di seconda mano dell'Università del Pacifico a Stockton. Davis, rimasto impressionato dalle divise nere dei giocatori di football a West Point che secondo lui li facevano sembrare più grossi e cattivi, decise di far adottare ai Raiders quelli che poi diventeranno i loro colori distintivi, il nero e l'argento. Davis inoltre fece trasferire la sede operativa della squadra, situata allora in un soppalco aperto nella hall di un albergo, in locali più idonei a garantire la giusta riservatezza. Per la formazione della squadra Davis dovette fare i conti con la situazione che tra AFL e NFL non esisteva nessun accordo e quindi i giocatori migliori venivano contesi a colpi di rialzi sugli ingaggi proposti. Davis, viste le limitate possibilità economiche dei Raiders, non poteva quindi sperare di competere con le offerte delle squadre della NFL e per quell'anno quindi scelse giocatori di college che ancora dovevano terminare il loro percorso scolastico, sperando di poterli ingaggiare effettivamente una volta conclusa la loro carriera al college. Per formare la squadra del 1963 Davis poté dunque operare solo con gli scambi e con l'ingaggio di giocatori svincolati dalle altre squadra.
I metodi utilizzati da Davis per acquisire questi giocatori portarono i dirigenti delle altre squadre a trattarlo con cautela e attenzione: ad esempio in uno scambio con i New York Jets guidati dal suo vecchio conoscente Weeb Ewbank rifilò un giocatore senza dire che sarebbe stato disponibile solo dopo l'avvio della stagione, visto che doveva ancora concludere il servizio di leva. O ancora quando seppe che i Buffalo Bills avevano ingaggiato il ricevitore free agent Art Powell prima del termine della stagione, e quindi non rispettando le regole, lo aveva poi ingaggiato lui stesso senza che i Bills contestassero la cosa.

#### Gioco Verticale e Impegno per l'Eccellenza
Se Davis nella sua esperienza nei Chargers sotto Sid Gillman aveva fatto parte di una squadra in cui il reparto d'attacco era molto forte nel fare giocate veloci e profonde, nei Raiders volle renderlo ancora più forte introducendo quello che lui stesso definì "The Vertical Game" (il gioco verticale), ossia un gioco d'attacco aggressivo e molto rapido con cui guadagnare tante yard in poche azioni, imperniato sui lanci lunghi del quarterback ai ricevitori piuttosto che sulle corse dei running back.
Inoltre Davis accompagnò la preparazione tecnico-tattica della squadra anche lavorando molto sull'aspetto motivazionale, usando tecniche apprese nel periodo sotto l'esercito: e così i giocatori si trovarono davanti fin da subito sulle pareti dello spogliatoio frasi come "Committment to Excellence" (Impegno per l'Eccellenza) e nel programma della giornata di gara accanto all'orario della partita era riportato "We go to War!" (Andiamo in Guerra).
La stagione 1963 si chiuse con un record di 10 vittorie e 4 sconfitte, una partita dietro ai Chargers campioni della divisione ma sconfitti due volte dai Raiders, e Davis votato come allenatore dell'anno dell'AFL.
Quella dei Raiders del 1963 è stata l'unica squadra di football a migliorare il proprio record di nove vittorie in una stagione da 14 gare. Nella stagione 1964 ebbero un record negativo 5-7-2 ma si ripresero poi in quella del 1965 ottenendo un record positivo 8-5-1.

### Commissario della AFL (1966)
Nel 1965, al termine della sua sesta stagione di operatività, l'American Football League (AFL) era ormai diventata una vera rivale per la National Football League (NFL): con un contratto televisivo nazionale firmato con l'NBC e le principali squadre con nuovi stadi pronti o in costruzione l'AFL poteva ormai competere ad armi pari con la più vecchia lega americana di football. Malgrado ciò la maggior parte dei proprietari delle squadre dell'AFL erano propensi a trovare un accordo per fondersi con la NFL, più longeva e meglio consolidata e che dal canto suo temeva la concorrenza della nuova lega che aveva prodotto una continua crescita degli stipendi dei giocatori.
In questa fase di lotta tra le due leghe, i proprietari dell'AFL ad aprile 1966 sostituirono il primo commissario Joe Foss proprio con il trentaseienne Davis, che accettò l'incarico in accordo con il proprietario dei Raiders Valley, pronto a dirigere e a vincere la guerra contro la NFL. In realtà i proprietari dell'AFL, guidati da Lamar Hunt dei Kansas City Chiefs, avevano scelto Davis perché gli serviva qualcuno in grado di mettere pressione a tal punto alla NFL da forzarla a stringere un accordo favorevole all'AFL. Glenn Dickey, biografo di Davis, osserva come Davis fu di fatto ingannato dai proprietari dell'AFL: "Pensava di essere stato assunto per vincere la guerra con la NFL. In realtà i proprietari volevano solo forzare una pace. Stavano tranquillamente negoziando una fusione mentre Davis combatteva una guerra".

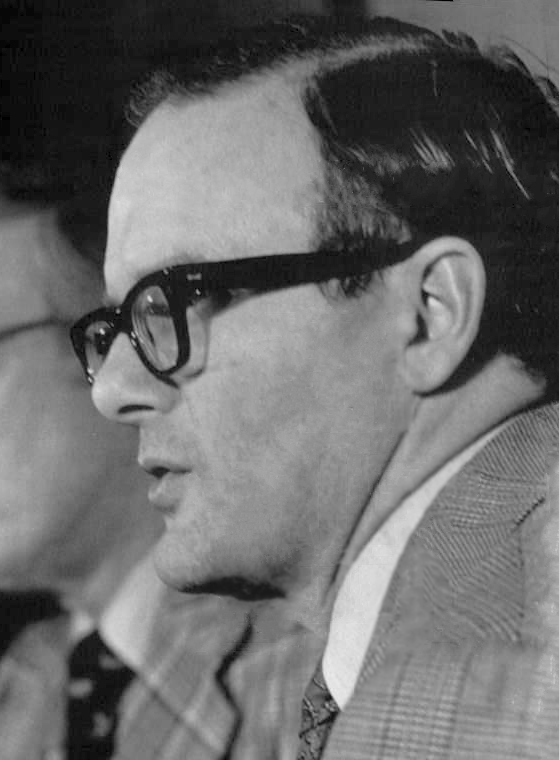
Lamar Hunt nel 1972. Il proprietario dei Kansas City Chiefs che guidò gli altri proprietari delle squadre AFL alla fusione con la NFL

Il giornalista sportivo Ken Rappoport nella sua storia dell'AFL riporta: "Davis aveva un piano e considerando il genio del football che avrebbe dimostrato di essere nessuno dovrebbe sorprendersi che avrebbe brillantemente funzionato". L'obiettivo di Davis erano i quarterback della NFL ed operò affinché le squadre dell'AFL provassero ad ingaggiare quelli più famosi, come successe con Roman Gabriel dei Rams e John Brodie dei 49ers. La strategia di Davis era semplice ma efficace: trattando i quarterback, i giocatori più talentuosi e noti, i loro ingaggi si sarebbero alzati e, di conseguenza, si sarebbe accelerato anche l'aumento degli ingaggi di tutti gli altri giocatori. Questo avrebbe messo così pressione sulle franchigie economicamente più deboli della NFL che avrebbero rischiato di perdere i loro migliori giocatori nel giro di un anno o di veder aumentare notevolmente il loro monte ingaggi.
Questa strategia fu così vincente che l'8 giugno 1966 la NFL e l'AFL annunciarono l'accordo di fusione, dopo una contrattazione da cui Davis fu tenuto completamente all'oscuro. L'accordo prevedeva, tra l'altro, che Jets e Raiders, due delle squadre più "ostili" alla NFL, pagassero un'indennità rispettivamente ai New York Giants e ai San Francisco 49ers per aver fondato le loro squadre nelle loro aree di competenza, e soprattutto veniva abolita la figura del commissario dell'AFL, ossia il lavoro di Davis: l'attuale commissario della NFL, Pete Rozelle, sarebbe stato il commissario unico della nuova lega, aumentando questo l'astio di Davis nei suoi confronti.
Davis si dimise da commissario dell'AFL il 25 luglio 1966 e si rifiutò categoricamente di assumere la nuova carica di presidente dell'AFL che nell'accordo di fusione era stata esplicitamente prevista come subordinata a quella del commissario della NFL, ossia Rozelle, di cui Davis non voleva certo essere subalterno. La carica di presidente AFL fu poi assunta da Mit Woodard che era stato vice di John Foss.

### Ritorno ai Raiders (1967-1971)
Dopo le sue dimissioni da commissario AFL Davis fondò la A.D. Football Inc. e acquisì il 10% della quota azionaria dei Raiders per 18.500 dollari, diventando il terzo socio accomandatario insieme a Wayne Valley ed Ed McGah. Inoltre si fece nominare direttore delle operazioni e, di fatto, divenne il capo operativo della franchigia, con Valley e McGah che gli lasciarono il controllo gestionale pressoché completo dei Raiders.
Sul campo la squadra assemblata e allenata da Davis migliorò costantemente: nella stagione 1967 con capo-allenatore John Rauch, scelto personalmente da Davis come suo successore, i Raiders vinsero l'AFL Championship Game sugli Houston Oilers per 40-7 e parteciparono così al Super Bowl II, allora chiamato AFL-NFL World Championship Game,  dove vennero però sconfitti dai Green Bay Packers di Vince Lombardi. Nei due anni successivi i Raiders vinsero il titolo dell'AFL Western Division ma furono sconfitti sempre nell'AFL Champhionship Game da squadre che andarono poi a vincere il Super Bowl: i Jets nel 1968 e i Chiefs nel 1969.

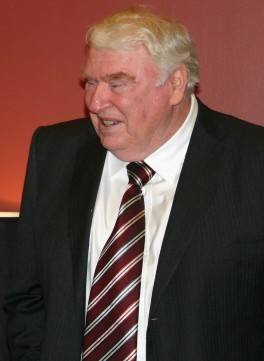
John Madden nel 2007. Scelto da Davis nel 1969, fu capo-allenatore dei Raiders per 10 stagioni e vincitore del Super Bowl XI

Nel 1969 il trentaduenne John Madden divenne il sesto allenatore nella storia dei Raiders che con lui divennero una delle franchigie di maggior successo della NFL vincendo sei titoli di divisione negli anni '70. Nel 1970 ebbe luogo la fusione AFL-NFL con i Raiders che presero parte alla divisione AFC West dell'American Football Conference (AFC) della nuova NFL. In quella prima stagione i Raiders vinsero la divisione con un record 8-4-2 arrivando fino all'AFC Champhionship Game dove furono sconfitti dai Colts. Nel 1971 invece chiusero con un record di 8-4-2 non qualificandosi per i play-off.

### Proprietario dei Raiders (1972-2011)
Nel 1972 con Valley, attuale amministratore delegato dei Raiders, in Europa per seguire le Olimpiadi a Monaco Davis redasse un nuovo accordo di partenariato tra i soci che lo rendeva il nuovo amministratore delegato e gli dava un controllo di fatto assoluto sulle operazioni della squadra. Davis ottenne la firma del secondo socio, Ed McGah, e così avendo i due terzi delle firme dei soci accomandatari, in base alle leggi della California dell'epoca, il nuovo accordo divenne vincolante. Al suo ritorno Valley provò a far annullare l'accordo facendo causa ma senza successo. In seguito, nel 1976, Valley vendette le sue quote dei Raiders a Davis che da quel momento guidò in maniera autonoma tutte le operazioni della squadra, sebbene Davis ottenne l'effettiva maggioranza azionaria solo nel 2005 quando acquisì anche la parte di McGah. Al momento della sua morte nel 2011 Davis possedeva circa il 67% della squadra.
Oltre che proprietario Davis ricoprì fino al suo decesso anche il ruolo di general manager della squadra, essendo così il capo delle operazioni di una squadra più longevo della storia della NFL. Davis fu a lungo riconosciuto come uno dei proprietari più operativi nel mondo degli sport professionistici e, per quanto riferito, aveva più autorità sulle operazioni della squadra di qualsiasi altro proprietario della NFL.

#### Dagli inizi al Super Bowl XI
Già prima di diventare proprietario dei Raiders Davis aveva dimostrato il suo essere decisionista e aggressivo nel modo di operare, come nel 1963 da capo-allenatore e general manager quando adottò in modo unalaterale i nuovi colori della squadra, l'argento e il nero, e ancora nel 1966 da commissario dell'AFL con la sua guerra aperta alla NFL per acquisire i migliori giocatori. Ma fu col suo ritorno ad Oakland nel 1967 che Davis fece vedere largamente le sue capacità di organizzazione nel mondo del football: in quella stagione fece tutta una serie di movimenti nel roster tra cui l'arrivo del quarterback Daryle Lamonica, che era stato solo riserva nei Bills, insieme al trentanovenne quarterback George Blanda dagli Oilers. A molti sul momento sembrarono mosse disperate ma Davis aveva identificato in Blanda un mentore per Lamonica nonché un solido giocatore per gli special team. Quell'anno inoltrè portò ai Raiders la guardia Gene Upshaw che si sarebbe rilevata poi la pietra angolare della linea offensiva della squadra fino agli anni '80. Nella sua prima stagione Lamonica portò i Raiders ad un record di 13 vittorie ed 1 sola sconfitta, vincendo il campionato AFL sconfiggendo 40-7 gli Oilers, andando poi a perdere il Super Bowl II contro Green Bay. Nelle successive due stagioni, le ultime prima della fusione AFL-NFL, i Raiders continuarono ad imporsi nella loro divisione.
Dopo la fusione AFL-NFL ed il nuovo formato di campionato i Raiders continuarono ad essere una squadra dominante, arrivando primi nella AFC West ogni anno tranne il 1971 e non arrivando al Super Bowl tra il 1970 e il 1975 battuti solo da squadre fenomenali di quegli anni come i Colts, i Dolphins e gli Steelers. Infatti nelle stagioni che vanno dal 1967 al 1975 i Raiders furono eliminati dalla corsa al titolo per sette volte dalla squadra che poi andò a vincere il Super Bowl: 
- nel 1967 dai Packers che li sconfissero nel Super Bowl II
- nel 1968 dai Jets poi vincitori del Super Bowl III
- nel 1969 dai Chiefs che si andranno poi a laureare campioni nel Super Bowl IV
- nel 1970 dai Colts vincitori in seguito del Super Bowl V
- nel 1973 dai Dolphins che andranno a vincere il Super Bowl VIII
- nel 1974 e 1975 dagli Steelers poi campioni nei Super Bowl IX e X.

I Raiders infine vinsero il loro primo titolo nel 1976 trionfando nel Super Bowl XI sotto la guida dell'allenatore scelto da Davis, John Madden. Considerando le prime 11 stagioni della nuova lega, dal 1970 al 1981 i Raiders raggiunsero la finale per aggiudicarsi il titolo di campioni dell'AFC (l'AFC Championship Game) sette anni su undici, vincendo due Super Bowl e conquistando in quel periodo ulteriori titoli di divisione.

#### L'addio a Stabler e il Super Bowl XV vinto da Wild card
Prima della stagione 1980 la stella dei Raiders, il quarterback Ken Stabler, tentò di rinegoziare al rialzo il suo contratto con la squadra. Stabler da pupillo di Lamonica era diventato un pilastro della squadra con cui aveva vinto l'unico Super Bowl della sua storia per cui la mossa di Davis di non accettare le sue richieste di aumento e scambiarlo invece con gli Oilers per Dan Pastorini creò grande malcontento tra i tifosi. Sembrò a molti una mossa dovuta solo a desiderio di vendetta verso Stadler che per altro andava così a rafforzare la principale rivale della AFC.

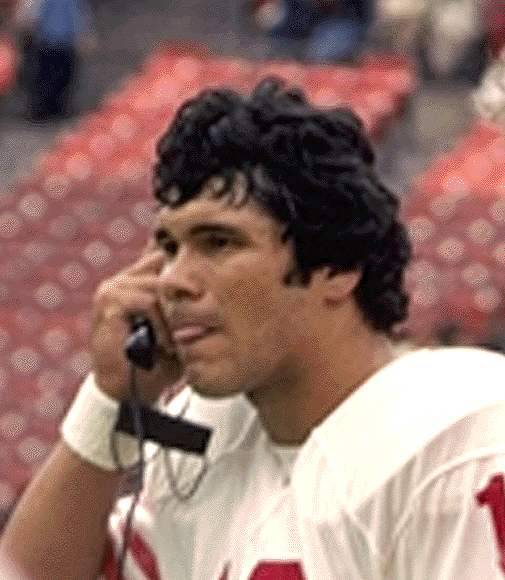
Il quarterback Jim Plunkett vincitore con i Raiders del Super Bowl XV

Pastorini si infortunò nella quinta settimana e gli subentrò la riserva Jim Plunkett, vincitore dell'Heisman Trophy ma che fino ad allora non si era mostrato all'altezza del ruolo di titolare. Plunkett portò i Raiders al primo posto nella AFC West, a pari merito con i Chargers, e gli permise di tornare ai play-off, da cui erano assenti dal 1977, come wild card. I Raiders arrivarono al Super Bowl vincendo tutte le partite fuori casa sconfiggendo nell'ordine gli Oilers di Stabler 27-7, i Cleveland Browns 14-12 e i Chargers 34-27. Divennero così la terza squadra, dopo i Chiefs nel 1967 e i Cowboys nel 1975, ad arrivare al Super Bowl partendo da wild card. I Raiders però fecero ancor meglio laureandosi campioni vincendo 27-10 contro i Philadelphia Eagles nel Super Bowl XV diventando la prima squadra qualificatasi ai play-off come wild card a vincere un Super Bowl.

#### Il controverso spostamento a Los Angeles
Prima della stagione 1980 Davis provò ad ottenere un ammodernamento dello stadio di Oakland, in particolare con l'aggiunta di suite di lusso, senza però riuscirci. Decise allora di trasferire la squadra a Los Angeles, ma la richiesta fu respinta dai proprietari della NFL per 22 voti a 0 con 5 astenuti. Davis quindi intentò una causa antitrust contro la NFL e gli altri proprietari. Il tribunale giudicò la causa in sfavore di Davis ma il processo fu rifatto a causa di errori giudiziari e nel secondo giudizio Davis vinse la causa potendo così spostare la squadra a Los Angeles a partire dalla stagione 1982. Furono anni di successo per la franchigia che vinse vari titoli di divisione e soprattutto il suo terzo Super Bowl, il XVIII.
Questo spostamento a Los Angeles aumentò l'acredine tra Davis e la lega: ciò non solo per la modalità dello spostamento, con la dura battaglia legale portata avanti in tribunale da Davis per superare il diniego della NFL, ma soprattutto per un fenomeno che caratterizzò gli anni di permanenza dei Raiders a Los Angeles, ossia il fascino che la squadra ebbe sui giovani appartenenti alle bande di strada, molto diffuse nell'area della città californiana in quegli anni. Infatti molte bande adottarono i colori e i simboli dei Raiders e la NFL non ne fu affatto contenta: se da un lato c'erano i Dallas Cowboys che si autodefinivano la "Squadra d'America" promuovendo una visione del football basata su grinta, famiglia e fair play dall'altra i Raiders (e quindi Davis) erano invece i beniamini di criminali di strada. Tale situazione fu così sofferta dalla NFL che quando nel 2016 Mark Davis, figlio di Al, candidò i Raiders per un ritorno a Los Angeles la lega gli preferì Rams e Chargers.

#### Dal Super Bowl XVIII allo scontro con Marcus Allen

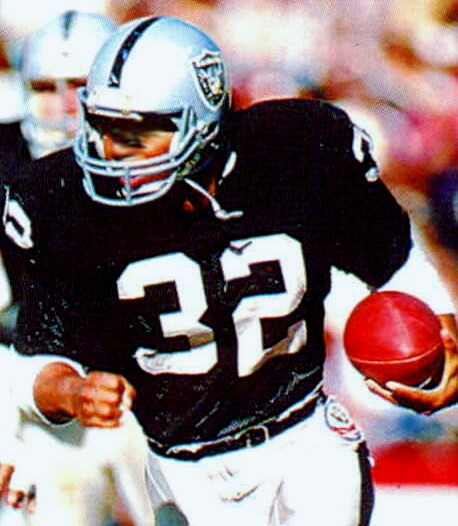
Marcus Allen con i Raiders nel 1985

A Los Angeles i Raiders vinsero nel 1984 il Super Bowl XVIII sconfiggendo 38-9 i Washington Redskins ed uno dei protagonisti assoluti di quella squadra fu il running back, MVP e futuro Hall of Famers Marcus Allen. Negli anni successivi però Allen entrò in forte conflitto con Davis per questioni contrattuali, tant'è che Davis arrivò a definirlo "un cancro per la squadra". Dopo aver perso la maggior parte della stagione 1989 per un infortunio al ginocchio, Allen fu relegato per le tre stagioni successive al ruolo di riserva. Il rapporto di Allen con Davis raggiunse il suo punto più basso nel dicembre 1992 quando, durante una partita del Monday Night Football contro i Dolphins, fu trasmessa una sua intervista in cui Allen affermò: "Penso che (Davis) abbia cercato di rovinare l'ultima parte della mia carriera. Sta cercando di impedirmi di entrare nella Hall of Fame. Non vogliono che io giochi". Davis definì le accuse di Allen inventate e false e l'allora allenatore dei Raiders Art Shell disse che era solo lui a decidere chi giocava. Al termine della stagione 1992 Allen fu svincolato dai Raiders e giocò gli ultimi 5 anni di carriera con i Kansas City Chiefs. Nel 2003 fu introdotto nella Hall of Fame.

#### Introduzione nella Pro Football Hall of Fame
Il 1º agosto 1992 Davis fu inserito nella Pro Football Hall of Fame come riconoscimento della sua trentennale carriera nonché come l'unica persona ad aver servito con successo nel football professionistico ad alto livello in così tanti e diversi ruoli: come assistente dei giocatori, assistente allenatore, capo-allenatore, general manager, commissario di lega, amministratore delegato e principale proprietario di una squadra della NFL.
Introdotto da John Madden, nel suo discorso di accettazione Davis disse tra l'altro: "Come disse un famoso americano: 'Ho fatto un sogno', un sogno di costruire e gestire un giorno la migliore organizzazione nella storia dello sport. L'organizzazione più imitata, più rispettata e più temuta nel suo campo. Uno standard di eccellenza in base al quale tutti gli altri sarebbero stati giudicati".
In quel momento nelle sue 29 stagioni tra AFL e NFL (1963-1991) aveva portato i Raiders ad avere una percentuale di vittorie del 67,0%, la migliore tra tutte le squadre di ogni sport professionistico nello stesso periodo.

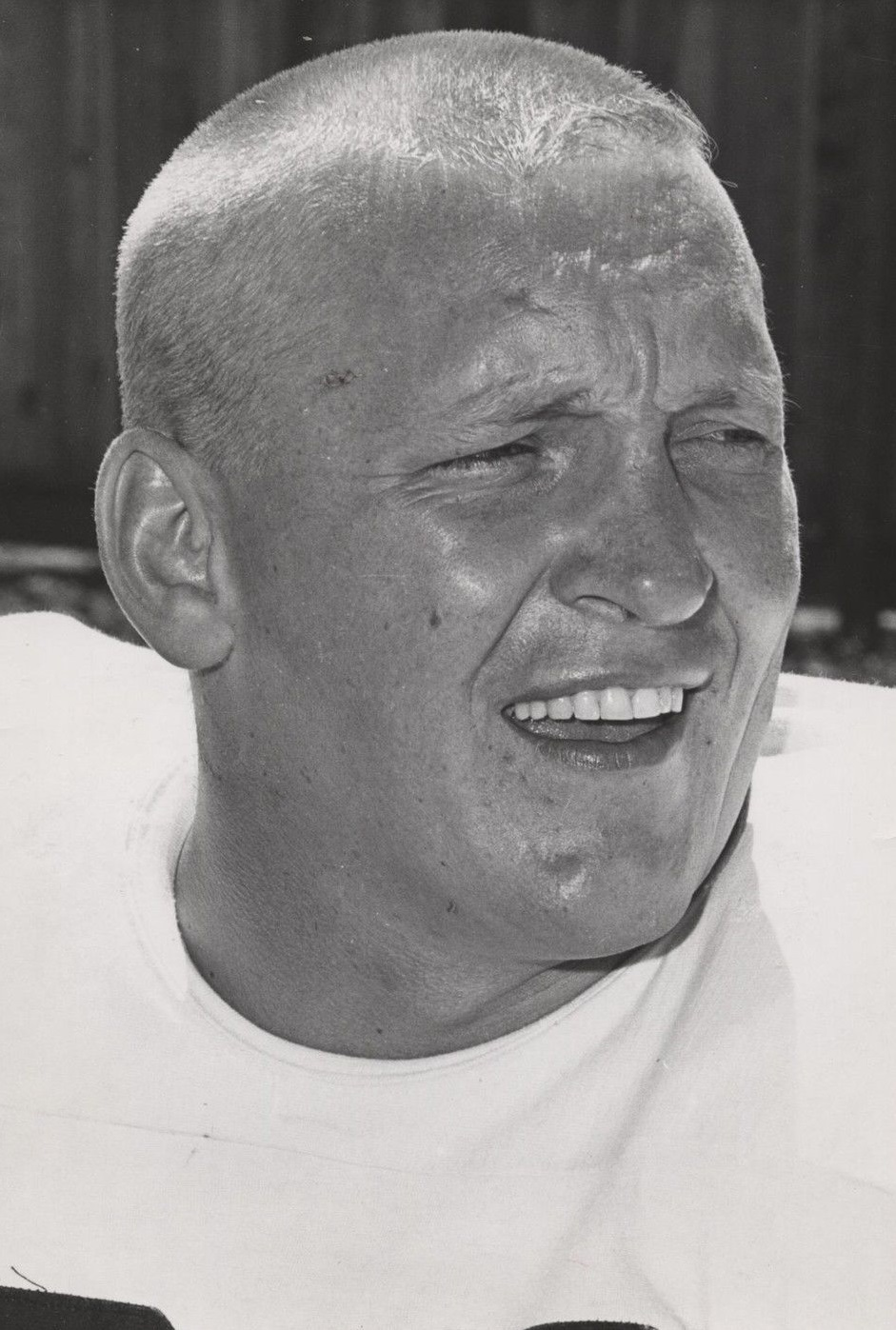
Jim Otto nel 1970. Leggenda del football e dei Raiders, Otto fu uno dei nove Hall of Famers che scelsero Davis come loro presentatore alla cerimonia di ingresso nella Hall of Fame

In relazione alla Hall of Fame Davis ha anche il record per essere stato scelto il maggior numero di volte per introdurre nuovi membri, cosa che è avvenuta in nove occasioni ossia per Lance Alworth, Jim Otto, George Blanda, Willie Brown, Gene Upshaw, Fred Biletnikoff, Art Shell, Ted Hendricks e per lo stesso John Madden.

#### Ritorno ad Oakland, Gruden e il Super Bowl XXXVII

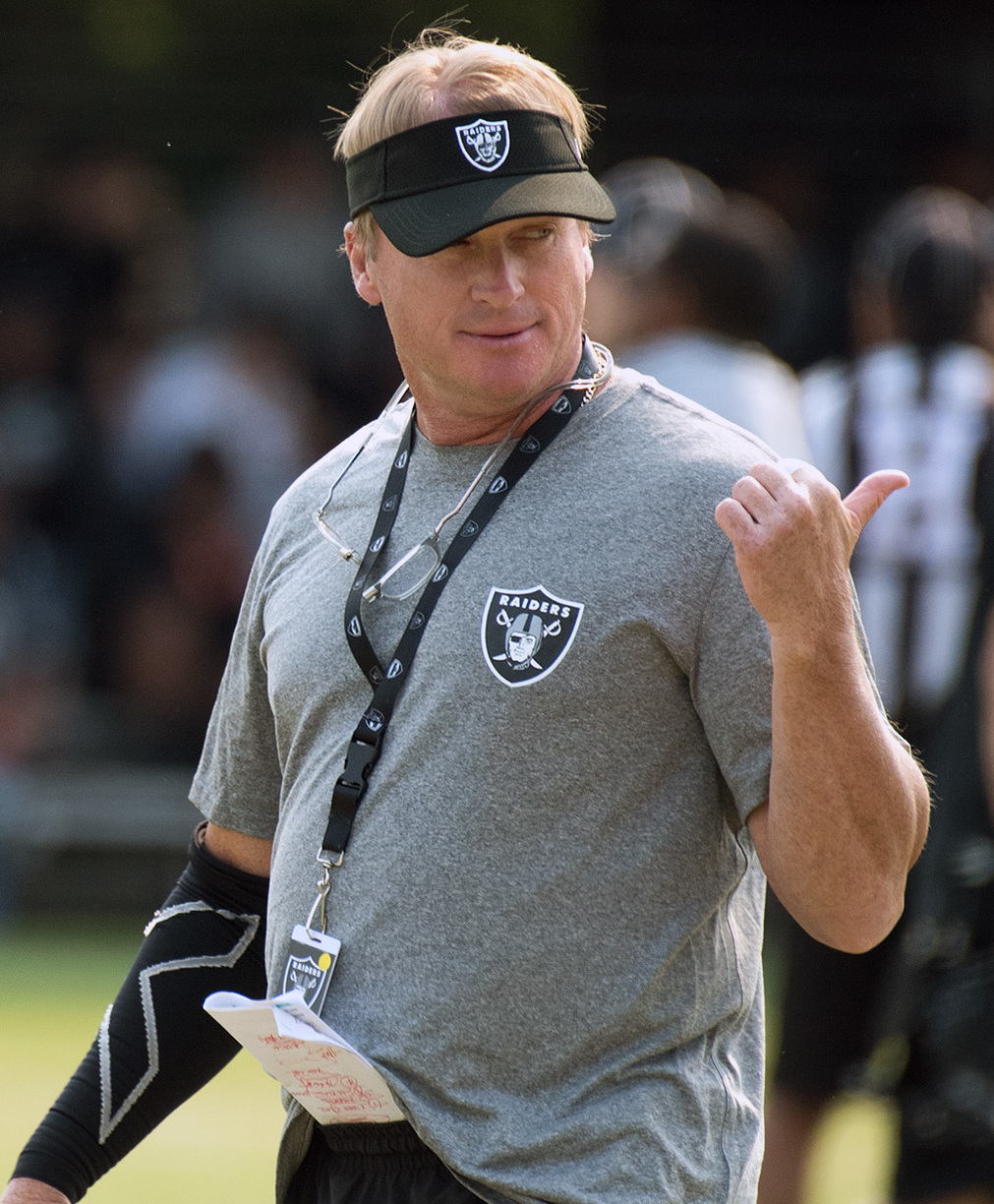
L'allenatore Jon Gruden nel 2018

Dopo non aver ottenuto la costruzione di un nuovo e moderno stadio a Los Angeles, nel 1995 Davis fece ritornare i Raiders ad Oakland, dove nel frattempo era stato riammodernato il Coliseum. Questa volta, a differenza di quanto accaduto per il trasferimento a Los Angeles, i proprietari della NFL approvarono il ritorno a Oakland con 23 voti favorevoli, nessun contrario e 5 astenuti e con i soli 49ers non particolarmente felici di ritrovarsi i Raiders nell'area della baia di San Francisco.
Ad Oakland, dopo qualche stagione non particolarmente brillante, Davis scommise sul giovane coordinatore dell'attacco dei Philadelphia Eagles Jon Gruden che scelse come nuovo capo-allenatore: a 34 anni Gruden era il terzo più giovane capo-allenatore nella storia dei Raiders dopo Davis e Madden. La scommessa di Davis risultò vincente: dopo due stagioni con un record in pareggio, i Raiders vinsero il titolo di divisione nel 2000 e tornarono ai play-off dopo un'assenza di sei stagioni, raggiungendo gli stessi traguardi anche nella stagione 2001.
Malgrado questi risultati Davis spiazzò ancora tutti prima della stagione 2002 cedendo Gruden ai Tampa Bay Buccaneers in cambio delle scelte al primo turno del draft NFL 2002 e 2003, del secondo turno del draft 2002 e 2004 e di 8 milioni di dollari in contanti. Il nuovo capo-allenatore dei Raiders, Bill Callahan, guidò la squadra ad un record di 11 vittorie e 5 sconfitte e al terzo titolo di divisione consecutivo.
I Raiders raggiunsero il Super Bowl XXXVII dove trovarono come avversari proprio i Buccaneers di Gruden, arrivati per la prima volta a giocarsi la finale del campionato. I Buccaneers vinsero 48-21 in una gara che visti gli antefatti fu in seguito chiamata "Gruden Bowl". Gruden tornò ad allenare i Raiders nel 2018 sotto la dirigenza del figlio di Al, Mark Davis, ma si licenziò poi a metà stagione 2021 a causa di uno scandalo per delle sue e-mail trapelate contenenti commenti razzisti e sessisti.

#### Gli anni del declino
Sebbene non fu immediatamente evidente, la sconfitta dei Raiders nel Super Bowl XXXVII sarebbe stato l'ultimo momento positivo della gestione di Davis e di fatto segnò l'inizio di un lungo declino. Infatti in quelle che sarebbero state le ultime otto annate di Davis, dalla stagione 2003 fino a quella del 2010, i Raiders non riuscirono più a qualificarsi ai play-off e per sette volte chiusero la stagione con un record negativo, la più lunga striscia perdente nella storia della franchigia, riuscendo per altro ad avere solo un record in pareggio nel 2010 con 8 vittorie e 8 sconfitte.
Furono anni in cui la gestione di Davis, arrivato alle soglie degli ottant'anni, mostrò grosse lacune, con la squadra che cambiò cinque allenatori e molti giocatori selezionati al draft che si dimostrarono scelte completamente errate, come quella del quarterback JaMarcus Russell nel 2007 definita in seguito "il più grande flop al draft nella storia della NFL". Davis fu ampiamente incolpato per questa scelta e il suo motto "Just Win, Baby" deriso da molti. Russell fu svincolato dai Raiders solo dopo tre stagioni, nel maggio 2010, e non giocò più nella NFL.
Sempre nel 2007 Davis ha venduto una quota di minoranza del 20% dei Raiders per 150 milioni di dollari dichiarando poi che non si sarebbe ritirato fino a quando non avesse vinto altri due Super Bowl o fosse morto.
Nella stagione 2011 i Raiders, alla morte di Davis, si trovavano con un record di 2-2.  Il giorno successivo la sua morte i Raiders sconfissero gli Houston Texans 25–20 grazie ad un'intercetto finale della safety Michael Huff in end zone ma, dopo aver raggiunto un record 7-4, chiusero l'annata con 8 vittorie e 8 sconfitte non qualificandosi ai play-off per la nona stagione di fila.

### Decesso
Davis è deceduto all'età di 82 anni l'8 ottobre 2011 alle 2:45 del mattino, ora del Pacifico, nella sua suite presso l'hotel Hilton di Oakland.
Nove giorni dopo si tenne il funerale in forma privata e Davis fu seppellito nella Cappella dei Campanelli ad Oakland.

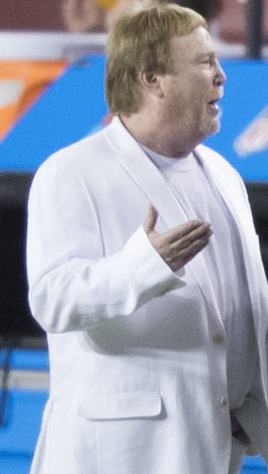
Mark Davis, figlio di Al, nel 2017

Nei giorni successivi al funerale emerse che le cause della morte erano state un ritmo cardiaco anormale e un'insufficienza cardiaca associata ad una malattia cardiaca. Davis aveva subito un'operazione al cuore nel 1996, era anche afflitto da un tumore alla pelle ed era stato sottoposto nei giorni precedenti al decesso ad un intervento alla gola.

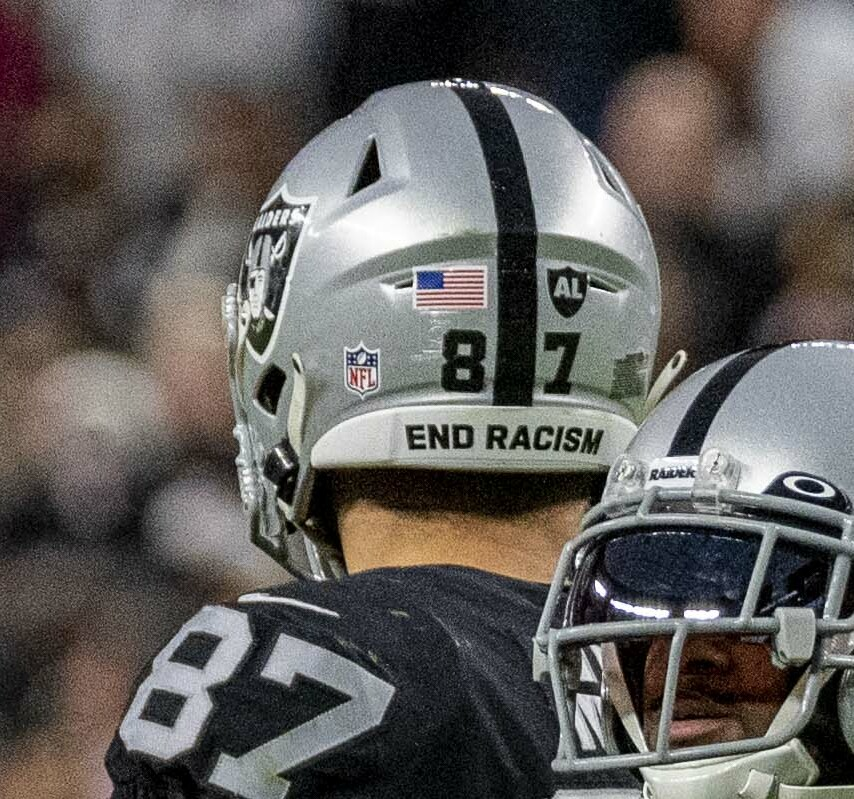
L'adesivo con la scritta AL in ricordo di Al Davis sul casco dei Raiders nel 2021

Per molti con la scomparsa di Davis se n'era andata una leggenda del football. L'ex allenatore John Madden, che era rimasto vicino a Davis sin dal loro primo incontro nel 1966, dichiarò: "Non sostituisci un uomo del genere. Assolutamente no. In nessun modo. Guarda le cose che ha fatto che nessuno ha mai fatto prima, da reclutatore, da assistente allenatore, da capo-allenatore, da general manager, da commissario e da proprietario". La domenica successiva alla sua morte i Raiders misero sui propri elmetti un adesivo con la scritta "AL" in ricordo di Davis, che da allora è sempre stato mantenuto, e la lega decretò un momento di silenzio prima dell'inizio delle partite del turno settimanale.
Oltre alle lodi dei suoi estimatori, la sua figura controversa sopravvisse come parte della sua eredità. Il giornalista sportivo Rick Reilly sottolineò come insieme agli elogi per il suo essere stato un proprietario innovativo non potevano dimenticarsi le discutibili posizioni prese su alcuni giocatori da Davis nella parte finale di carriera e la sua arrogante e sfacciata personalità.
Davis lasciò la moglie Carol e l'unico figlio Mark Davis. Mark assunse il titolo del padre di socio accomandatario dei Raiders e con sua madre ereditò la maggioranza della squadra, il cui valore complessivo fu valutato da Forbes in 761 milioni di dollari. Sia Mark che la madre Carol rappresentarono i Raiders negli incontri dei proprietari della NFL.

#### Nel giorno dello Yom Kippur
Davis, di religione ebraica, è deceduto nel giorno dello Yom Kippur (Giorno dell'Espiazione) in cui secondo l'ebraismo Dio concede l'espiazione per gli errori commessi e da il coraggio per fare i cambiamenti necessari per avere successo nella vita.
Ad alcuni sembrò questa una curiosa coincidenza proprio perché la filosofia che lui aveva portato avanti si rispecchiava molto nel significato di questa ricorrenza: come ebbe modo di dire lo stesso Davis, per lui dietro al suo "basta vincere" c'era la spinta a lasciarsi alle spalle gli sbagli commessi e continuare a lavorare duro e al meglio delle proprie capacità per raggiungere la vittoria.

#### L'"11° uomo"
Il giorno successivo alla scomparsa di Davis, domenica 9 ottobre 2011, i Raiders giocarono a Houston la gara della settimana 5 della stagione 2011 contro i Texans. Nella parte finale di gara i Raiders erano in vantaggio per 25-20 ma, con la palla agli avversari, bastava un touchdown ai Texans per ribaltare il risultato. Nell'ultima azione della partita la safety Michael Huff dei Raiders intercettò in end zone il passaggio del quarterback Matt Schaub, anticipando di un soffio il ricevitore a cui era destinato, evitando il touchdown dei Texans e garantendo così la vittoria dei Raiders.
In quell'azione i Raiders, a causa di una svista nei cambi effettuati, avevano solo 10 giocatori in campo, uno in meno di quelli che dovevano esserci. La giocata fu ribattezzata Intercetto Divino perché molti suggerirono che l'11° uomo in campo in quell'azione era stato proprio lo spirito di Al Davis. L'allenatore dei Raiders Hue Jackson, rimasto fortemente emozionato dalla conclusione della partita, disse che Davis "ha messo la sua mano su quella palla". Jackson dichiarò: "Una cosa che il capo (Davis) mi ha sempre ripetuto è 'Hue, non fidarti delle giocate. Fidati dei giocatori e allora i giocatori faranno le giocate per te.' e questo è quello che ho fatto. Credere nei giocatori e non nelle giocate", ed ancora "Questa vittoria è per lui (Davis). Ho apprezzato tutto quello che ha fatto per questa squadra. Lui non è mai andato via per noi. Noi non lo lasceremo mai andar via. Lui è con noi".
| (EN) Raiders, Raiders vs Texans 2011 - L'Intercetto Divino, su YouTube, 2011, a 3 min 10 s. |

## Record con i Raiders
Davis passò tutta la sua carriera con i Raiders essendone il capo-allenatore dal 1963 al 1965 nell'AFL, diventò poi proprietario con una quota di minoranza dal 1966 al 1971 ed infine maggiore proprietario dal 1972 al suo decesso nel 2011. In tutti questi anni ricoprì inoltre sempre il ruolo di general manager della squadra.
Davis nei suoi tre anni da capo-allenatore ha un record di 23 vittorie, 16 sconfitte e 3 pareggi. Invece complessivamente coi Raiders Davis ha vinto 3 Super Bowl, 4 campionati AFC (1976, 1980, 1982 e 2002) e 1 AFL (1967), 14 vittorie della divisione AFC West della NFL e 3 della Western Division della AFL, 21 partecipazioni complessive ai play-off e in totale 28 stagioni vincenti (ossia più vittorie che sconfitte) di cui 16 di fila tra il 1965 e il 1980.
Legenda
     Stagione vincente

     Qualificazione ai play-off

     Vittoria della Divisione (AFC West / AFL Western)

     Vittoria del Super Bowl
| Stagione di squadra       | Stagione di lega          | Lega                      | Ruolo                                | Stagione regolare | Stagione regolare | Stagione regolare | Stagione regolare | Stagione regolare | Play-off | Play-off | Play-off                             |
| Stagione di squadra       | Stagione di lega          | Lega                      | Ruolo                                | Vinte             | Perse             | Pari              | %                 | Posizione         | Vinte    | Perse    | Risultato                            |
| ------------------------- | ------------------------- | ------------------------- | ------------------------------------ | ----------------- | ----------------- | ----------------- | ----------------- | ----------------- | -------- | -------- | ------------------------------------ |
| 1963                      | 1963                      | AFL                       | Capo-allenatore / General Manager    | 10                | 4                 | 0                 | .714              | 2°                | 0        | 0        | -                                    |
| 1964                      | 1964                      | AFL                       | Capo-allenatore / General Manager    | 5                 | 7                 | 2                 | .417              | 3°                | 0        | 0        | -                                    |
| 1965                      | 1965                      | AFL                       | Capo-allenatore / General Manager    | 8                 | 5                 | 1                 | .615              | 2°                | 0        | 0        | -                                    |
| 1966                      | 1966                      | AFL                       | Socio di minoranza / General Manager | 8                 | 5                 | 1                 | .615              | 2°                | 0        | 0        | -                                    |
| 1967                      | 1967                      | AFL                       | Socio di minoranza / General Manager | 13                | 1                 | 0                 | .929              | 1°                | 1        | 1        | Sconfitta nel Super Bowl II          |
| 1968                      | 1968                      | AFL                       | Socio di minoranza / General Manager | 12                | 2                 | 0                 | .857              | 1°                | 1        | 1        | Sconfitta nell'AFL Championship Game |
| 1969                      | 1969                      | AFL                       | Socio di minoranza / General Manager | 12                | 1                 | 1                 | .923              | 1°                | 1        | 1        | Sconfitta nell'AFL Championship Game |
| 1970                      | 1970                      | NFL                       | Socio di minoranza / General Manager | 8                 | 4                 | 2                 | .667              | 1°                | 1        | 1        | Sconfitta nell'AFL Championship Game |
| 1971                      | 1971                      | NFL                       | Socio di minoranza / General Manager | 8                 | 4                 | 2                 | .667              | 2°                | 0        | 0        | -                                    |
| 1972                      | 1972                      | NFL                       | Proprietario / General Manager       | 10                | 3                 | 1                 | .750              | 1°                | 0        | 1        | Sconfitta nel Divisional round       |
| 1973                      | 1973                      | NFL                       | Proprietario / General Manager       | 9                 | 4                 | 1                 | .679              | 1°                | 1        | 1        | Sconfitta nell'AFC Championship Game |
| 1974                      | 1974                      | NFL                       | Proprietario / General Manager       | 12                | 2                 | 0                 | .857              | 1°                | 1        | 1        | Sconfitta nell'AFC Championship Game |
| 1975                      | 1975                      | NFL                       | Proprietario / General Manager       | 11                | 3                 | 0                 | .786              | 1°                | 1        | 1        | Sconfitta nell'AFC Championship Game |
| 1976                      | 1976                      | NFL                       | Proprietario / General Manager       | 13                | 1                 | 0                 | .929              | 1°                | 3        | 0        | Vittoria nel Super Bowl XI           |
| 1977                      | 1977                      | NFL                       | Proprietario / General Manager       | 11                | 3                 | 0                 | .786              | 1°                | 1        | 1        | Sconfitta nell'AFC Championship Game |
| 1978                      | 1978                      | NFL                       | Proprietario / General Manager       | 9                 | 7                 | 0                 | .563              | 2°                | 0        | 0        | -                                    |
| 1979                      | 1979                      | NFL                       | Proprietario / General Manager       | 9                 | 7                 | 0                 | .563              | 3°                | 0        | 0        | -                                    |
| 1980                      | 1980                      | NFL                       | Proprietario / General Manager       | 11                | 5                 | 0                 | .688              | 2°                | 4        | 0        | Vittoria nel Super Bowl XV           |
| 1981                      | 1981                      | NFL                       | Proprietario / General Manager       | 7                 | 9                 | 0                 | .438              | 4°                | 0        | 0        | -                                    |
| 1982                      | 1982                      | NFL                       | Proprietario / General Manager       | 8                 | 1                 | 0                 | .889              | 1°                | 1        | 1        | Sconfitta nel Divisional round       |
| 1983                      | 1983                      | NFL                       | Proprietario / General Manager       | 12                | 4                 | 0                 | .750              | 1°                | 3        | 0        | Vittoria nel Super Bowl XVIII        |
| 1984                      | 1984                      | NFL                       | Proprietario / General Manager       | 11                | 5                 | 0                 | .688              | 3°                | 0        | 1        | Sconfitta nel Wild-card round        |
| 1985                      | 1985                      | NFL                       | Proprietario / General Manager       | 12                | 4                 | 0                 | .750              | 1°                | 0        | 1        | Sconfitta nel Divisional round       |
| 1986                      | 1986                      | NFL                       | Proprietario / General Manager       | 8                 | 8                 | 0                 | .500              | 4°                | 0        | 0        | -                                    |
| 1987                      | 1987                      | NFL                       | Proprietario / General Manager       | 5                 | 10                | 0                 | .333              | 4°                | 0        | 0        | -                                    |
| 1988                      | 1988                      | NFL                       | Proprietario / General Manager       | 7                 | 9                 | 0                 | .438              | 3°                | 0        | 0        | -                                    |
| 1989                      | 1989                      | NFL                       | Proprietario / General Manager       | 8                 | 8                 | 0                 | .500              | 3°                | 0        | 0        | -                                    |
| 1990                      | 1990                      | NFL                       | Proprietario / General Manager       | 12                | 4                 | 0                 | .750              | 1°                | 1        | 1        | Sconfitta nell'AFC Championship Game |
| 1991                      | 1991                      | NFL                       | Proprietario / General Manager       | 9                 | 7                 | 0                 | .563              | 3°                | 0        | 1        | Sconfitta nel Wild-card round        |
| 1992                      | 1992                      | NFL                       | Proprietario / General Manager       | 7                 | 9                 | 0                 | .438              | 4°                | 0        | 0        | -                                    |
| 1993                      | 1993                      | NFL                       | Proprietario / General Manager       | 10                | 6                 | 0                 | .625              | 2°                | 1        | 1        | Sconfitta nel Divisional round       |
| 1994                      | 1994                      | NFL                       | Proprietario / General Manager       | 9                 | 7                 | 0                 | .563              | 2°                | 0        | 0        | -                                    |
| 1995                      | 1995                      | NFL                       | Proprietario / General Manager       | 8                 | 8                 | 0                 | .500              | 4°                | 0        | 0        | -                                    |
| 1996                      | 1996                      | NFL                       | Proprietario / General Manager       | 7                 | 9                 | 0                 | .438              | 5°                | 0        | 0        | -                                    |
| 1997                      | 1997                      | NFL                       | Proprietario / General Manager       | 4                 | 12                | 0                 | .250              | 4°                | 0        | 0        | -                                    |
| 1998                      | 1998                      | NFL                       | Proprietario / General Manager       | 8                 | 8                 | 0                 | .500              | 3°                | 0        | 0        | -                                    |
| 1999                      | 1999                      | NFL                       | Proprietario / General Manager       | 8                 | 8                 | 0                 | .500              | 4°                | 0        | 0        | -                                    |
| 2000                      | 2000                      | NFL                       | Proprietario / General Manager       | 12                | 4                 | 0                 | .750              | 1°                | 1        | 1        | Sconfitta nell'AFC Championship Game |
| 2001                      | 2001                      | NFL                       | Proprietario / General Manager       | 10                | 6                 | 0                 | .625              | 1°                | 1        | 1        | Sconfitta nel Divisional Round       |
| 2002                      | 2002                      | NFL                       | Proprietario / General Manager       | 11                | 5                 | 0                 | .688              | 1°                | 2        | 1        | Sconfitta nel Super Bowl XXXVII      |
| 2003                      | 2003                      | NFL                       | Proprietario / General Manager       | 4                 | 12                | 0                 | .250              | 4°                | 0        | 0        | -                                    |
| 2004                      | 2004                      | NFL                       | Proprietario / General Manager       | 5                 | 11                | 0                 | .313              | 4°                | 0        | 0        | -                                    |
| 2005                      | 2005                      | NFL                       | Proprietario / General Manager       | 4                 | 12                | 0                 | .250              | 4°                | 0        | 0        | -                                    |
| 2006                      | 2006                      | NFL                       | Proprietario / General Manager       | 2                 | 14                | 0                 | .125              | 4°                | 0        | 0        | -                                    |
| 2007                      | 2007                      | NFL                       | Proprietario / General Manager       | 4                 | 12                | 0                 | .250              | 3°                | 0        | 0        | -                                    |
| 2008                      | 2008                      | NFL                       | Proprietario / General Manager       | 5                 | 11                | 0                 | .313              | 3°                | 0        | 0        | -                                    |
| 2009                      | 2009                      | NFL                       | Proprietario / General Manager       | 5                 | 11                | 0                 | .313              | 3°                | 0        | 0        | -                                    |
| 2010                      | 2010                      | NFL                       | Proprietario / General Manager       | 8                 | 8                 | 0                 | .500              | 3°                | 0        | 0        | -                                    |
| Totale da capo-allenatore | Totale da capo-allenatore | Totale da capo-allenatore | Totale da capo-allenatore            | 23                | 16                | 3                 | .590              |                   | 0        | 0        |                                      |
| Totale                    | Totale                    | Totale                    | Totale                               | 409               | 310               | 11                | .560              |                   | 25       | 18       |                                      |

Fonte: Pro Football Reference

## Operato
L'operato di Davis come capo-allenatore, dirigente e proprietario dei Raiders per quasi cinquantanni è ricco di azioni, comportamenti e iniziative che hanno definito la figura di un innovatore del mondo del football professionistico americano a cui vengono riconosciute grandi capacità organizzative e dirigenziali che hanno permesso alla squadra di raggiungere importanti traguardi. Al contempo però la sua storia non è priva di passaggi contraddittori e controversi che hanno dato materiale ai suoi critici.

### Un ribelle di successo
Davis per tutta la sua carriera fu il ribelle della NFL, sempre pronto a smarcarsi dalle posizioni che riteneva imposte e a battersi ad ogni livello per tutelare gli interessi della sua franchigia.
E il suo ruolo di anticonformista lo rappresentò anche attraverso la sua immagine: da quando era diventato proprietario dei Raiders Davis si fece conoscere, e riconoscere, per i suoi capelli pettinati all'indietro in stile anni '50, gli occhiali da sole, tuta bianca o nera e la parlata con la tipica cadenza di Brooklin.
Al contempo però Davis guidò i Raiders nel diventare una delle squadre di maggior successo tra quelle di tutti gli sport professionistici: dal 1967 al 1985 i nero-argento ottennero 13 vittorie di divisione, un campionato AFL (1967), tre Super Bowl vinti (l'XI, il XV e il XVIII) e collezionarono 15 presenze ai play-off.
Quando Davis fu inserito nella Hall of Fame nel 1992, i Raiders erano la squadra più vincente nella storia della NFL, mentre complessivamente in tutti i suoi anni hanno avuto 28 stagioni vincenti, di cui 16 consecutive.
Malgrado il rendimento molto negativo dei Raiders negli ultimi anni della gestione di Davis, con un record complessivo dal 2003 al 2010 di sole 37 vittorie a fronte di 91 sconfitte, sono comunque una delle sole cinque squadre ad aver partecipato ad un Super Bowl in quattro decenni diversi, insieme agli Steelers, ai Patriots, ai Giants e ai Broncos.

### Azioni legali
Davis è stato promotore di molteplici azioni legali nel corso della sua carriera che hanno coinvolto sia le città che hanno ospitato i Raiders, le altre franchigie e la stessa lega. Tra le principali cause promosse da Davis:
- Nel 1980 un tribunale bloccò il trasferimento dei Raiders da Oakland a Los Angeles: in risposta Davis intentò una causa antitrust contro la NFL, sebbene nello stesso anno vinse il Super Bowl. Nel 1982 un tribunale distrettuale federale si pronunciò a favore di Davis permettendo quindi il trasferimento dei Raiders a Los Angeles a partire dalla stagione 1982.
- Quando nel 1986 la United States Football League (USFL) intentò anch'essa una causa antitrust contro la NFL Davis fu l'unico proprietario della lega a schierarsi dalla parte dell'USFL testimoniando a suo favore, venendo per questo escluso dalla causa.[98]
- Nel 1995 Davis, dopo non essere riuscito ad assicurarsi la costruzione di un nuovo stadio a Los Angeles e saltando anche la proposta di trasferimento a Sacramento, riportò i Raiders a Oakland e poi fece causa alla NFL, accusando la lega di aver sabotato lo sforzo della squadra per costruire un nuovo stadio ad Inglewood, non aiutandola abbastanza nel suo tentativo di trasferirsi dall'antiquato Los Angeles Memorial Coliseum ad un nuovo e moderno stadio completo di suite di lusso. Un verdetto del 2001 rigettò le richieste di Davis ma fu un altro giudice ordinò un nuovo processo in quanto a suo dire alcuni giurati si erano dimostrati prevenuti nei confronti dei Raiders. Una corte d'appello statale annullò successivamente tale decisione ed infine nel 2007 il caso fu definitivamente archiviato quando la Corte Suprema della California stabilí all'unanimità che il verdetto contro i Raiders era valido.
- Negli anni '70 fu molto accesa la rivalità tra i Pittsburgh Steelers e i Raiders, le squadre più competitive di quegli anni ma considerate molto diverse: gli Steelers di Dan Rooney erano il modello di squadra vincente e rispettata, i Raiders di Davis considerati violenti e fuori dagli schemi. Nel 1976 dopo una partita tra le due squadre l'allenatore degli Steelers, Chuck Noll, definì il defensive back dei Raiders George Atkinson, autore di un colpo sul collo da dietro a Lynn Swann, parte dell'"elemento criminale" che avrebbe dovuto essere espulso dalla lega. Atkinson fece causa a Noll per diffamazione ma, di fatto, l'azione legale fu promossa e manovrata da Davis. La causa fu persa ma per molti il vero obiettivo di Davis, ossia destabilizzare l'ambiente degli Steelers, fu pienamente raggiunto.[99]
- A metà degli anni '90 Davis fece causa alla NFL per conto dei Raiders sostenendo che la squadra aveva diritti esclusivi sul mercato di Los Angeles anche se di base a Oakland. Davis e i Raiders persero la causa.[100]

### Lo scontro con la NFL

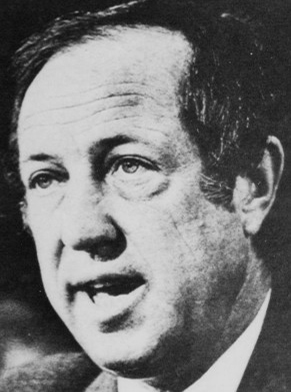
Pete Rozelle nel 1975. Commissario della NFL dal 1960 al 1989, fu forse il principale e più odiato avversario di Al Davis

Nel 2007 la casa di produzione televisiva della lega, la NFL Films, ha scelto lo scontro tra Davis e la NFL, ed in particolare con il commissario Pete Rozelle, come la più grande faida nella storia della lega, citando quasi mezzo secolo di scontri tra Davis e la NFL. Per alcuni la causa dell'animosità di Davis nei confronti della NFL, e di Pete Rozelle in particolare, nasceva da come era stato escluso dall'accordo di fusione AFL-NFL, discusso e raggiunto alle sue spalle mentre lui era commissario della AFL.
Lo scontro prolungato tra Davis e la NFL è stato raccontato dal documentario Al Davis vs. the NFL trasmesso per la prima volta dalla ESPN il 4 febbraio 2021. Il documentario utilizza, a fianco di ampi contenuti degli archivi della NFL Films, la nuova tecnologia deepfake per far raccontare la loro storia "direttamente" a Davis e Rozelle.

### Diversità e inclusione

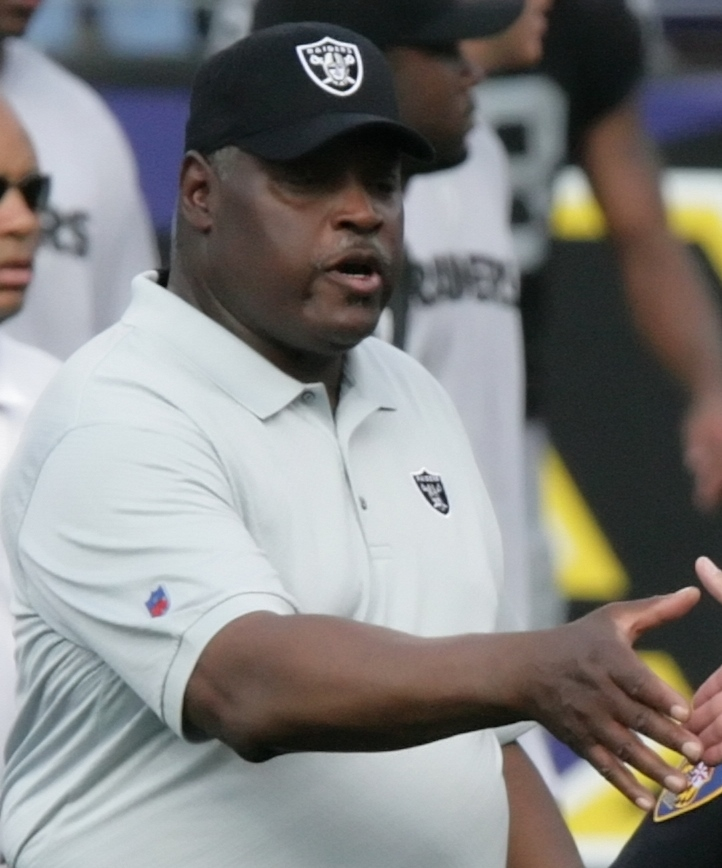
Art Shell nel 2006. Shell fu il primo capo-allenatore afroamericano di una squadra NFL, scelto da Al Davis nel 1989 per i Raiders

Davis da ebreo cresciuto a New York tra gli anni '30 e 40 conobbe direttamente la discriminazione antisemita e razzista. Da quando prese le redini dei Raiders si schierò contro ogni forma di discriminazione, facendo della franchigia di Oakland una delle squadre più attente a tali argomenti in tutti gli sport professionistici.
Nel 1963 Davis si rifiutò di far giocare una partita di precampionato ai Raiders a Mobile in Alabama, in segno di protesta contro le leggi sulla segregazione razziale ancora in vigore in quello Stato, chiedendo lo spostamento della gara ad Oakland. Davis inoltre si rifiutò sempre di consentire ai Raiders di giocare in città dove, per le leggi segregazioniste esistenti, i giocatori bianchi e quelli di colore avrebbero dovuto soggiornare in alberghi differenti. Davis fu il primo a selezionare nel primo turno di un draft un quarterback afroamericano Eldridge Dickey nel draft 1968.
I Raiders di Davis furono la prima squadra della NFL ad assumere un capo-allenatore afroamericano nel 1989, Art Shell, e i primi ad avere un amministratore delegato donna nel 1997, Amy Trask, nonché nel 1979 la seconda squadra con un capo-allenatore latino-americano, Tom Flores.
La NFL introdusse solo molti anni dopo, nel 2003, la regola Rooney che obbliga le squadre a valutare candidati di minoranze etniche per il ruolo di capo-allenatore, ma Davis quando assunse Shell volle sottolineare che per lui etnia o colore della pelle non contavano, bensì lui valutava solo le capacità ed il talento. Nell'occasione infatti Davis disse a Shell: "Capisci il modo di essere un Raider. Sei un leader. Sei intelligente. Lavori sodo. Tutti ti rispettano, quindi sei la scelta perfetta".
L'attenzione che Davis pose in queste tematiche nel corso degli anni fece sì che i Raiders, anche dopo la sua scomparsa, continuarono ad essere un'organizzazione pronta ad abbattere nuove barriere. Non stupì ad esempio la posizione della franchigia nel 2020 sulla morte di George Floyd causata da un'agente di polizia, o che nel 2021 il primo giocatore dichiaratamente omosessuale nella storia della NFL, Carl Nassib, scelse di fare coming out proprio da giocatore dei Raiders, o ancora che nel 2022 i Raiders furono la prima squadra della NFL ad avere come presidente una donna afroamericana, Sandra Douglass Morgan.

### Famiglia nero-argento
Davis negli anni a capo dei Raiders fu tanto scaltro e agguerrito contro i suoi avversari quanto però generoso, disponibile e riconoscente verso chi aveva servito con dedizione la causa dei Raiders, di fatto promuovendo l'idea che far parte dei Raiders voleva dire appartenere ad una grande famiglia.
Molti gli episodi riportati in cui aiutò suoi ex giocatori o collaboratori in difficoltà fornendo il suo sostegno, sempre però senza darne notizia. La sua filosofia verso chi era stato nei Raiders è resa dalla frase "Once a Raider, Always a Raider"" (Una volta un Raider, Per sempre un Raider).
Ad esempio nel 1971 un impiegato della squadra, Del Courtney, fu colpito da un attacco della sindrome di Guillain-Barré che lo paralizzò completamente, con i medici che non gli diedero alcuna speranza di salvarsi e la famiglia ormai rassegnata al peggio. Malgrado questo Davis andò a trovare l'uomo regolarmente tutti i giorni per tre mesi, aggiornandolo sui risultati della squadra, rassicurandolo che tutti i conti medici erano stati pagati e incoraggiandolo a combattere dicendogli che: "Tu sei un Raider, e i Raider non muoiono". Courtney superò la situazione e visse molti anni ancora, raccontando l'episodio nel 2003 ormai novantaduenne.

## Al Davis Memorial Torch

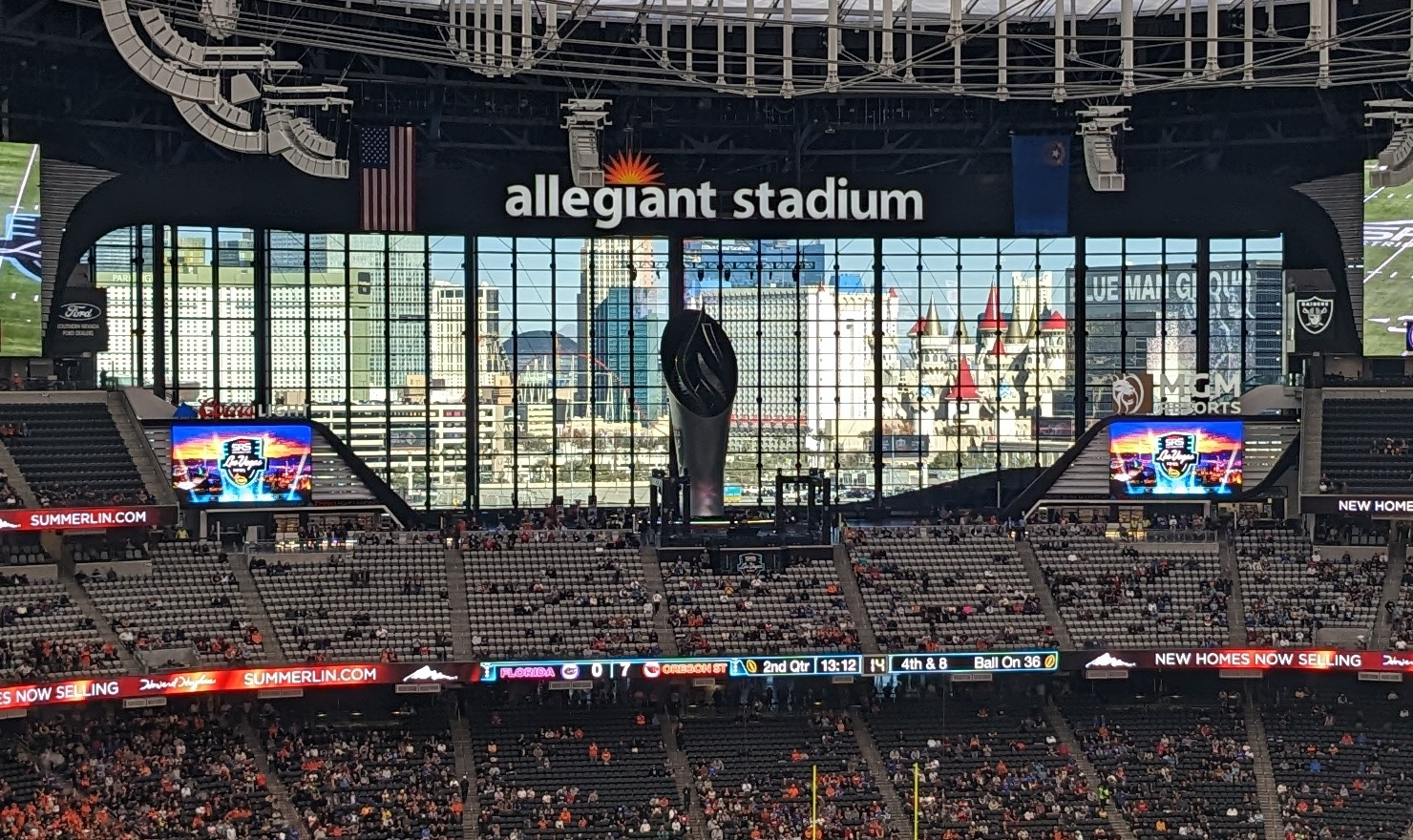
La Al Davis Memorial Torch nell'Allegiant Stadium nel 2022

Dopo la scomparsa di Davis il figlio Mark e i Raiders crearono la Al Davis Memorial Torch ossia una torcia che viene accesa, da un ex giocatore o allenatore o altra personalità significativa per la squadra o la città, prima di ogni partita casalinga dei Raiders in onore ed in ricordo di Davis.
Al momento esistono due di queste torce: la prima è una torcia a gas che fu installata originariamente all'Oakland Coliseum la settimana successiva la morte di Davis e che, in seguito allo spostamento della squadra a Las Vegas nel 2020, è stata poi posta all'ingresso del centro di allenamento dei Raiders a Henderson in Nevada. Questa torcia è stata accesa complessivamente in 85 partite casalinghe allo stadio di Oakland, con il primo ad accenderla che fu John Madden e l'ultimo Charles Woodson.
Nel nuovo Allegiant Stadium a Las Vegas è stata costruita una seconda torcia, ad alimentazione elettrica, alta complessivamente 92 piedi (28 m) e installata nel peristilio nella zona nord dello stadio, a ridosso delle vetrate che danno sulla strip di Las Vegas. Alla base della torcia è riportata la frase di Davis da cui la torcia è ispirata: "The fire that burns brightest in the Raiders' organization is the will to win" (Il fuoco che brucia più luminoso nei Raiders è la volontà di vincere). Fu accesa per la prima volta dalla vedova di Al, Carol Davis.
Alla sua inaugurazione nel 2020 la torcia era il più alto oggetto al mondo stampato in 3D.

## Frasi celebri
La figura ribelle e controversa di Al Davis è ricordata anche per frasi pronunciate nel corso della sua carriera e diventate iconiche del personaggio, dei Raiders e più in generale del mondo del football:
Diventata il motto dei Raiders, non è solamente un inno alla vittoria come unico obiettivo che conta ma è anche una professione di "fede" verso il futuro: non preoccuparti degli errori che hai fatto in passato ma continua a dare il tuo meglio e alla fine arriverai al traguardo. Fu pronunciata da Davis per la prima volta in pubblico durante la consegna del Lombardi Trophy da parte del commissario NFL Pete Rozelle, avversario storico di Davis dentro la lega, subito dopo la vittoria del Super Bowl XVIII.
La frase, che riprende lo slogan dei Marines "Once a Marine, Always a Marine", rappresenta di come Davis intendesse i Raiders una famiglia e quindi che ognuno che ne aveva fatto parte in passato (giocatori, allenatori e impiegati) sarebbe stato sempre considerato uno dei Raiders.
È la frase che ha ispirato il figlio Mark e i Raiders a realizzare la Al Davis Memorial Torch.
Davis pronunciò questa frase dopo la vittoria del Super Bowl del 1984, sottolineando quindi che l'aver vinto non doveva spegnere la fame di successi.
Frase di Davis del 1963 al suo arrivo ai Raiders come capo-allenatore.
Davis disse questa frase nel 2006 in occasione del licenziamento del terzo capo-allenatore in cinque anni, Norv Turner, con il quale i Raiders avevano avuto nelle ultime due stagioni un record complessivo di 9-23.
Davis rivolto a un giornalista dopo la vittoria nell'AFC Championship Game del 2002.
Al Davis su John Madden.

### Galleria video
- (EN) NFL Films, Al Davis - A Tribute, su YouTube, 2016.
- (EN) Raiders, NFL 100 Greatest Characters: Al Davis, su YouTube, 2019.
- (EN) Raiders, A Tribute to the Ultimate Game-Changer in NFL History: Al Davis, su YouTube, 2020.

| Controllo di autorità | VIAF (EN) 45924270 · LCCN (EN) n90660594 |